# Translokutionaritet
Translokutionaritet ("genom talet") är en kunskapsteoretisk nybildning skapad av den danske filosofen Ole Fogh Kirkeby för att komplettera de tre kategorierna inom den anglosaxiska talaktsteorin (Austin och Searle): lokutionära, illokutionära och perlokutionära talhandlingar.
Det kan populärt formuleras genom frasen: "Jag vet inte vad jag menar tills jag hör vad jag säger". Häri ligger antagandet att medvetandet kontrolleras av en inre dialog, förutom uppmuntran, intryck, mentala bilder, erinrade händelser, känslor och stämningar. Dialogen dominerar den inre rösten, och därför är tänkandet vanligtvis tvetydigt, med mindre att vi kan forma våra tankar som ett okommenterat inre monologiskt uttalande.
Denna formulering är endast bindande för oss i det ögonblick det kommer över våra läppar och blir till ljud. Stoikerna sa just att meningen är immateriell, men ljudet kroppsligt, och som kroppslighet, som materialitet, lever ljudet sitt eget liv och har verkan tillbaka på oss. Således får språket en dominerande roll som ett villkor för möjligheten att tänka, men inte ett allenarådande. En tanke kan också vara en icke-diskursivt artikulerad känsla. Denna feedbackprocess upplevs ofta av konstnärer, medan de arbetar i olika medier, oavsett om det är genom skrift, färger och form, plastik eller musik, och har ofta utformats på ett sätt så mediet utvidgar deras avsikter, eller till och med bidrar till den skapande processen.
Stravinskij skrev: 
"Det är den kreativa andens uppgift att sikta den information den får från fantasin eftersom det är nödvändigt att den mänskliga verksamheten ger sig själv gränser. Ju mer konsten kontrolleras, bearbetas, desto friare är den." – (Dansk utgåva: Musikalsk Poetik, s. 63; svensk utgåva: Musikalisk poetik)
I det ögonblick en annan person mottar den artikulerade tanken förstärks translokutionaritetens effekt ytterligare genom personens "förståelsearbete". Translokutionariteten utvidgas av Kirkeby till att också omfatta kompetens och vilja: "Jag vet inte vad jag kan innan jag gör det" och "Jag vet inte vad jag vill, innan min beslutsamhet att vilja blir till handling" och "Jag vet inte vad som händer förrän jag skeende-skes av det."